# Mesochorus pieridicola
Mesochorus pieridicola är en stekelart som först beskrevs av Alpheus Spring Packard 1881.  Mesochorus pieridicola ingår i släktet Mesochorus och familjen brokparasitsteklar. Inga underarter finns listade i Catalogue of Life.